# Saint-Prouant
Saint-Prouant là một xã ở tỉnh Vendée trong vùng Pays de la Loire, Pháp. Xã này có diện tích 12,86 kilômét vuông, dân số năm 2006 là 1402 người. Xã này nằm ở khu vực có độ cao trung bình 105 mét trên mực nước biển.

## Biến động dân số
| Năm | 1962 | 1968 | 1975 | 1982  | 1990  | 1999  | 2006  |
| --- | ---- | ---- | ---- | ----- | ----- | ----- | ----- |
| Dân số | 767  | 779  | 899  | 1 076 | 1 240 | 1 305 | 1 402 |
| From the year 1962 on: No double counting—residents of multiple communes (e.g. students and military personnel) are counted only once. |      |      |      |       |       |       |       |